# Exochus ornatus
Exochus ornatus là một loài tò vò trong họ Ichneumonidae.